# Henry Céard
Henry Céard, född 18 november 1851 och död 16 augusti 1924, var en fransk författare.
Céard tillhörde den naturalistiska riktningen. Céard medarbetade med berättelsen La saignée i Les soirées de Médan, utgiven 1880 av några av Zolas lärjungar. Bland hans övriga verk kan nämnas romanen Une belle journée (1880) samt en dramatisering av Goncourts roman Renée Mauperin.